# Juliet Stevenson
Juliet Anne Virginia Stevenson (nascuda el 30 d'octubre de 1956) és una actriu anglesa d'escenari i pantalla. És coneguda pel seu paper a la pel·lícula Un fantasma enamorat (1991), per la qual va ser nominada al BAFTA a la millor actriu. Les seves altres aparicions al cinema inclouen Emma (1996), Bend It Like Beckham (2002), El somriure de la Mona Lisa  (2003), Coneixent la Julia (2004) i Història d'un crim (2006).
Stevenson ha protagonitzat nombroses produccions de la Royal Shakespeare Company i Teatre Nacional, incloent papers nominats al Premi Laurence Olivier a Measure for Measure (1984), Les Liaisons Dangereuses (1986), i Yerma (1987). Pel seu paper de Paulina a Death and the Maiden (1991–92), va guanyar el Premi Olivier a la millor actriu de 1992. La seva cinquena nominació a Olivier va ser pel seu treball a la reactivació del 2009 de Duet for One. També ha rebut tres nominacions al BAFTA a la millor actriu de televisió: per A Doll's House (1992), The Politician's Wife (1995) i Accused (2010). Altres papers escènics inclouen The Heretic (2011) i Happy Days (2014).

## Primers anys
Stevenson va néixer a Kelvedon, Essex, Anglaterra, filla de Virginia Ruth (de soltera Marshall), una mestra, i de Michael Guy Stevenson, un oficial de l'exèrcit. El pare de Stevenson era assignat una destinació nova cada dos anys i mig. Quan Stevenson tenia nou anys, va assistir a la Hurst Lodge School de Berkshire, i més tard es va educar a l'St Catherine's School a Bramley, prop de Guildford (Surrey), i a la Royal Academy of Dramatic Art (RADA). Stevenson va formar part de la 'nova onada' d'actors que va sorgir de l'Acadèmia. Altres foren Jonathan Pryce, Bruce Payne, Alan Rickman, Anton Lesser, Kenneth Branagh, Imelda Staunton i Fiona Shaw. Això va portar a una carrera escènica que va començar el 1978 amb la Royal Shakespeare Company.

## Carrera
Tot i que ha guanyat fama gràcies al seu treball a la televisió i al cinema i sovint ha realitzat papers per a BBC Radio, és coneguda com una actriu teatral. Els papers escènics significatius inclouen les seves actuacions com Isabella a Measure for Measure, Madame de Tourvel a Les Liaisons Dangereuses, Anna a l'estrena britànica de Burn This el 1990 i Paulina a Death and the Maiden al Royal Court theatre i al West End (1991–92). Per l'últim, va rebre el Premi Laurence Olivier a la millor actriu el 1992.
Al telefilm de 1987 Life Story, Stevenson va interpretar el paper de la científica Rosalind Franklin, per la qual va guanyar un premi Cable Ace. Va interpretar el paper protagonista a la pel·lícula d'Anthony Minghella Un fantasma enamorat (1991) i va participar en The Secret Rapture (1993), Emma (1996), Bend It Like Beckham (2002) i El somriure de la Mona Lisa (2003). She has more recently starred in Pierrepoint (2006), Història d'un crim (2006) com Diana Vreeland i Breaking and Entering (2006) com Rosemary, la terapeuta. El 2003 va interpretar la mare d'un nen autista al telefilm Hear the Silence, una pel·lícula que promou les desmentides afirmacions d'Andrew Wakefield que la vacuna triple vírica va ser responsable de l'autisme en nens. Els cineastes i Stevenson van ser criticats perquè la professionalitat de Wakefield ja estava seriosament en dubte.

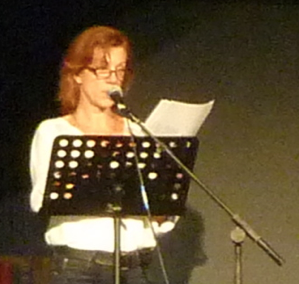
Stevenson parlant el 2011 al Latitude Festival.

El 2009, va interpretar a ITV's A Place of Execution. Pel paper va guanyar el premi Dagger a la millor actriu als Crime Thriller Awards de 2009. Actua com a lectora de llibres i ha gravat totes les novel·les de Jane Austen com a audiollibres íntegres, així com una sèrie d'altres novel·les, com ara El ventall de Lady Windermere, Hedda Gabler, Històries de Shakespeare i To the Lighthouse. Va rebre el premi per a tota la vida als premis Women in Film And TV.

## Vida personal
Stevenson es va casar amb la seva parella de sempre, l'antropòleg britànic Hugh Brody, el 2021. Tenen una filla i un fill.
És una atea però es considera una persona espiritual i supersticiosa.
El 1992 va aparèixer en una emissió política per al Partit Laborista.
El 2008 va fer campanya en favor de les dones refugiades amb una lectura de "Motherland" al Young Vic. És patrona de l'organització benèfica registrada al Regne Unit LAM Action, que ofereix suport, informació i estímul als pacients amb linfangioleiomiomatosi (LAM) i les seves famílies, i recapta fons per avançar en la investigació sobre LAM. Stevenson és ambaixadora d'Amnistia Internacional i patrona de l’organització de refugiats Young Roots.
El 12 de setembre de 2016, Stevenson, així com Cate Blanchett, Chiwetel Ejiofor, Peter Capaldi, Douglas Booth, Neil Gaiman, Keira Knightley, Jesse Eisenberg, Kit Harington i Stanley Tucci, que apareixen en un vídeo de l'agència de refugiats de l'ACNUR per ajudar a conscienciar sobre la crisi mundial dels refugiats. El vídeo, titulat "What They Took With Them", fa que els actors llegeixin un poema escrit per Jenifer Toksvig i s'inspiren en relats principals de refugiats, i forma part de la campanya #WithRefugees d'ACNUR, que també inclou una petició als governs per ampliar l'asil a proporcionar més refugi, integrant oportunitats laborals i educació.
Els amics i col·laboradors freqüents de Stevenson són el director Robert Icke, la còmica i locutora feminista Deborah Frances-White, la poetessa Aviva Dautch i la concertista de piano Lucy Parham.
Stevenson també és pintora i ha parlat de com el seu art l'ha ajudat en moments difícils com el confinament i la mort del seu fillastre.

## Filmografia

### Cinema
| Any  | Títol                                  | Paper                                 | Notes          |
| ---- | -------------------------------------- | ------------------------------------- | -------------- |
| 1988 | Drowning by Numbers                    | Cissie Colpitts 2                     |                |
| 1990 | Ladder of Swords                       | Alice Howard                          |                |
| 1990 | The March                              | Clare Fitzgerald                      |                |
| 1990 | Un fantasma enamorat                   | Nina                                  |                |
| 1993 | The Trial                              | Fräulein Bürstner                     |                |
| 1993 | The Secret Rapture                     | Isobel Coleridge                      |                |
| 1996 | Emma                                   | Augusta Hawkins Elton                 |                |
| 1997 | Treasure Island                        | Jane (voice)                          | Video          |
| 2001 | Play                                   | Second Woman                          | Curtmetratge   |
| 2001 | Christmas Carol: The Movie             | Mrs. Cratchit / Mother Gimlet (voice) |                |
| 2001 | The Search for John Gissing            | Gwenyth Moore                         |                |
| 2002 | Menja d'amor                           | Pamela Porterfield                    |                |
| 2002 | Bend It Like Beckham                   | Paula Paxton                          |                |
| 2002 | Nicholas Nickleby                      | Mrs. Squeers                          |                |
| 2003 | El somriure de la Mona Lisa            | Amanda Armstrong                      |                |
| 2004 | Coneixent la Julia                     | Evie                                  |                |
| 2005 | Red Mercury                            | Sofia Warburton                       |                |
| 2005 | Pierrepoint: The Last Hangman          | Anne Fletcher                         |                |
| 2006 | Història d'un crim                     | Diana Vreeland                        |                |
| 2006 | In Search of Mozart                    | Narrator                              |                |
| 2006 | Breaking and Entering                  | Rosemary McCloud                      |                |
| 2007 | And When Did You Last See Your Father? | Kim Morrison                          |                |
| 2008 | A Previous Engagement                  | Julia Reynolds                        |                |
| 2008 | The Secret of Moonacre                 | Miss Heliotrope                       |                |
| 2009 | Quietus                                | Jayne                                 | Curtmetratge   |
| 2009 | In Search of Beethoven                 | Narrator                              |                |
| 2009 | Desert Flower                          | Lucinda                               |                |
| 2009 | Triage                                 | Amy                                   |                |
| 2012 | In Search of Haydn                     | Narrator                              |                |
| 2013 | Penelope                               | Penny                                 | Curtmetratge   |
| 2013 | Diana                                  | Sonia                                 |                |
| 2014 | The Letters 2014 film                  | Mother Teresa                         |                |
| 2014 | In Search of Chopin                    | Narrator                              |                |
| 2014 | The Portrait                           | Laura Burrell                         | Curtmetratge   |
| 2015 | Departure                              | Beatrice                              |                |
| 2016 | Let Me Go                              | Helga                                 | Post-producció |
| 2016 | Love Is Thicker Than Water             | Ethel                                 |                |
| 2018 | London Unplugged                       | Jayne                                 |                |

### Televisió
| Any     | Títol                           | Paper                      | Notes                                                         |
| ------- | ------------------------------- | -------------------------- | ------------------------------------------------------------- |
| 1980    | The Mallens                     | Barbara Mallen             | 6 episodis                                                    |
| 1981    | Maybury                         | Joanna Langston            | "A Fall from Grace", "What I Mean Is...", "Ten Green Bottles" |
| 1983    | Bazaar and Rummage              | Fliss                      | telefilm                                                      |
| 1984    | Crown Court                     | Catherine Lloyd            | "Dirty Washing: Part 1"                                       |
| 1984    | Freud                           | Elizabeth von Reitberg     | "The Secret of Dreams"                                        |
| 1984    | Pericles, Prince of Tyre        | Thaisa                     | telefilm                                                      |
| 1986    | The Theban Plays by Sophocles   | Antigone                   | "Oedipus at Colonus", "Antigone"                              |
| 1987    | Life Story                      | Rosalind Franklin          |                                                               |
| 1988    | Screenplay                      | Ruth                       | "Out of Love"                                                 |
| 1988    | Screen Two                      | Hilda Carline              | "Stanley Spencer"                                             |
| 1988    | This is David Lander            | Penny Foster               | "The Nicholson Story"                                         |
| 1989    | Living with Dinosaurs           | Vicky                      | telefilm                                                      |
| 1990    | The Jim Henson Hour             | Vicky                      | "Living with Dinosaurs"                                       |
| 1991    | 4 Play                          | Margaret                   | "In the Border Country"                                       |
| 1991    | Screen Two                      | Lucy                       | "Aimée"                                                       |
| 1992    | Performance                     | Nora Helmer                | "A Doll's House"                                              |
| 1993    | The World of Eric Carle         | Narrador (veu)             | sèrie de televisió short                                      |
| 1993    | The Legends of Treasure Island  | Jane (veu)                 | Paper principal                                               |
| 1993    | Who Dealt?                      | The Wife                   | Història curta en forma de monòleg de Ring Lardner.           |
| 1994    | Verdi                           | Giuseppina Strepponi (veu) | telefilm                                                      |
| 1995    | The Politician's Wife           | Flora Matlock              | 3 episodis                                                    |
| 1997    | Screen Two                      | Jean                       | "Stone, Scissors, Paper"                                      |
| 1998    | Cider with Rosie                | Annie Lee                  | telefilm                                                      |
| 1999    | Trial by Fire                   | Helen West                 | telefilm                                                      |
| 2002    | The Road from Coorain           | Eve                        | telefilm                                                      |
| 2002    | The Pact                        | Gus Harte                  | telefilm                                                      |
| 2003    | Hear the Silence                | Christine Shields          | telefilm                                                      |
| 2005    | The Snow Queen                  | Mare de Gerda              | telefilm de 2005                                              |
| 2007    | Agatha Christie's Marple        | Gwenda Vaughn              | "Ordeal by Innocence"                                         |
| 2008    | 10 Days to War                  | Elizabeth Wilmshurst       | "A Simple Private Matter"                                     |
| 2008    | Place of Execution              | Catherine Heathcote        | TV minisèrie                                                  |
| 2008    | Dustbin Baby                    | Marion                     | telefilm                                                      |
| 2010    | Law & Order: UK                 | Rachel Callaghan           | "Denial"                                                      |
| 2010    | Accused                         | Helen Ryland               | "Helen's Story"                                               |
| 2011    | Lewis                           | Diana Ellerby              | "Old, Unhappy, Far Off Things"                                |
| 2011    | The Hour                        | Lady Elms                  | Recurring role, sèrie de televisió de la BBC                  |
| 2012    | White Heat                      | Charlotte                  | TV minisèrie                                                  |
| 2013–14 | The Village                     | Clem Allingham             | Paper principal                                               |
| 2013–15 | Atlantis                        | The Oracle                 | Paper principal                                               |
| 2014    | On Angel Wings                  | Mary                       | Curt de televisió                                             |
| 2015    | X Company                       | Mayor Marie Bellaire       | "Walk with the Devil"                                         |
| 2015    | The Enfield Haunting            | Betty Grosse               | TV minisèrie                                                  |
| 2015    | Artsnight                       | Contributor                | "Richard Wilson on Samuel Beckett"                            |
| 2016    | One of Us                       | Louise Elliot              | TV minisèrie                                                  |
| 2017    | 1066: A Year to Conquer England | Narrator                   | Docudrama                                                     |
| 2019    | Queens of Mystery               | Narrator                   | sèrie de televisió                                            |
| 2021    | The Long Call                   | Dorothy Venn               | Paper principal                                               |
| 2021    | Death in Paradise               | Natasha Carlton            | Christmas Show                                                |
| 2022    | The Man Who Fell to Earth       | Sister Mary Lou            | 1 episodi                                                     |
| 2022    | Professor T.                    | Dr Helena Goldberg         | Temporada 2; paper recurrent                                  |

## Teatre
| Any           | Títol                       | Paper                   | Notes                                              |
| ------------- | --------------------------- | ----------------------- | -------------------------------------------------- |
| 1978          | Tempest                     | Spirit                  | Royal Shakespeare Company                          |
| 1978          | Antony and Cleopatra        | Iras / Octavia          | Royal Shakespeare Company                          |
| 1978          | Measure for Measure         | Prostituta / Monja      | Royal Shakespeare Company                          |
| 1978          | The Churchill Play          | Caroline Thompson       |                                                    |
| 1978          | Hippolytus                  | Aphrodite / Artemis     |                                                    |
| 1978          | Lovers and Kings            |                         |                                                    |
| 1978          | The Taming of the Shrew     | Vídua / Curtis          |                                                    |
| 1978          | The White Guard             | Yeliena                 |                                                    |
| 1978          | Once in a Lifetime          | Miss Chasen             |                                                    |
| 1980          | Enric IV                    | Lady Percy              | Royal Shakespeare Company                          |
| 1981          | A Midsummer Night's Dream   | Hippolyta / Titania     |                                                    |
| 1981          | The Witch of Edmonton       | Susan                   |                                                    |
| 1981          | Money                       | Clara Douglas           |                                                    |
| 1983          | Other Worlds                | Emma / Betsy            | Royal Court Theatre, London                        |
| 1984          | Measure for Measure         | Isabella                | Royal Shakespeare Company, Stratford Theatre       |
| 1984          | Breaking the Silence        | Polya                   | Royal Shakespeare Company, The Pit Theatre, London |
| 1985          | Troilus and Cressida        | Cressida                | Royal Shakespeare Company, Stratford Theatre       |
| 1985          | Al vostre gust              | Rosalind                | Royal Shakespeare Company, Stratford Theatre       |
| 1986          | Les Liaisons dangereuses    | Madame de Tourvel       | Royal Shakespeare Company, The Pit Theatre         |
| 1987          | Yerma                       | Yerma                   | National Theatre, London                           |
| 1988–90       | The Trackers of Oxyrhynchus | Kyllene                 | Theatre of Delphi/National Theatre, London         |
| 1989          | Hedda Gabler                | Hedda                   | National Theatre, London                           |
| 1989          | On the Verge                | Fanny                   | Sadler's Wells Theatre, London                     |
| 1990          | Burn This                   | Anna                    | Hampstead Theatre, London                          |
| 1991–92       | Death and the Maiden        | Paulina                 | Theatre Upstairs, Duke of York Theatre, London     |
| 1993          | Scenes from an Execution    | Galactia                | Mark Taper Forum, Los Angeles                      |
| 1995          | The Duchess of Malfi        |                         | Greenwich Theatre/Wyndham's Theatre, London        |
| 1997          | The Caucasian Chalk Circle  |                         | Royal National Theatre, London                     |
| 1999          | Private Lives               | Amanda                  | The National Theatre                               |
| 2000          | The Country                 |                         | Royal Court Theatre                                |
| 2003          | A Little Night Music        | Desirée Armfeldt        | New York City Opera                                |
| 2004          | We Happy Few                |                         | Gielgud Theatre, London                            |
| 2005          | The Alice Trilogy           |                         | Royal Court Theatre                                |
| 2006          | The Seagull                 | Irina Arkadina          | The National Theatre                               |
| 2009          | Duet for One                |                         | London                                             |
| 2011          | The Heretic                 |                         | Royal Court Theatre                                |
| 2014–15       | Happy Days                  | Winnie                  | Young Vic                                          |
| 2016–17, 2018 | Mary Stuart                 | Mary Stuart/Elizabeth I | Almeida Theatre & Duke of York's Theatre           |
| 2017          | Hamlet                      | Gertrude                | Almeida Theatre & Harold Pinter Theatre            |
| 2019, 2022    | The Doctor                  | Professor Ruth Wolff    | Almeida Theatre & Duke of York's Theatre           |

## Honors
Als Honors d'aniversari de la reina de 1999, Stevenson va ser nomenada Comandant de l'Orde de l'Imperi Britànic (CBE).
És patrona del London International Festival of Theatre.

## Premis i nominacions

### Cinema
| Any  | Premi                                                     | Categoria                                           | Treball              | Resultat |
| ---- | --------------------------------------------------------- | --------------------------------------------------- | -------------------- | -------- |
| 1992 | 45ns Premis BAFTA                                         | BAFTA a la millor actriu                            | Un fantasma enamorat | Nominat  |
| 1991 | XXIV Festival Internacional de Cinema Fantàstic de Sitges | Premi a la millor actriu \| \| Un fantasma enamorat | Guanyador            |          |

### Televisió
| Any  | Premi                            | Categoria       | Treball                                                          | Resultat |
| ---- | -------------------------------- | --------------- | ---------------------------------------------------------------- | -------- |
| 1993 | British Academy Television Award | Actriu          | A Doll's House                                                   | Nominat  |
| 1996 | British Academy Television Award | Actriu          | The Politician's Wife                                            | Nominat  |
| 2011 | British Academy Television Award | Actriu          | Accused                                                          | Nominat  |
| 2019 | Primetime Emmy Award             | Millor narrador | Queens of Mystery (Episodi: "Murder in the Dark: First Chapter") | Nominat  |

### Teatre
| Any  | Premi                          | Categoria                     | Treball nominat                                                 | Resultat  |
| ---- | ------------------------------ | ----------------------------- | --------------------------------------------------------------- | --------- |
| 1983 | Critics' Circle Theatre Award  | Millor actriu                 | Measure for Measure                                             | Guanyador |
| 1984 | Premi Lawrence Olivier         | Actriu de l’any en un Revival | Measure for Measure                                             | Nominat   |
| 1986 | Premi Lawrence Olivier         | Millor actriu                 | Al vostre gust, Les Liaisons Dangereuses i Troilus and Cressida | Nominat   |
| 1987 | Premi Lawrence Olivier         | Millor actriu                 | Yerma                                                           | Nominat   |
| 1992 | Premi Lawrence Olivier         | Millor actriu                 | Death and the Maiden                                            | Guanyador |
| 2009 | Evening Standard Theatre Award | Millor actriu                 | Duet for One                                                    | Nominat   |
| 2010 | Premi Lawrence Olivier         | Millor actriu                 | Duet for One                                                    | Nominat   |
| 2019 | Evening Standard Theatre Award | Millor actriu                 | The Doctor                                                      | Nominat   |
| 2019 | Critics' Circle Theatre Award  | Millor actriu                 | The Doctor                                                      | Guanyador |
| 2020 | Premi Lawrence Olivier         | Millor actriu                 | The Doctor                                                      | Nominat   |